# Abdoulaye Sylla (Fußballspieler, 1992)
Abdoulaye Sylla (* 10. Dezember 1992 in Conakry) ist ein kanadischer ehemaliger Fußballspieler guineischer Abstammung.

## Leben
Sylla wurde 1992 im guineischen Conakry geboren, bevor seine Mutter mit ihm und seinem zwei Jahre älteren Bruder Mohamed, 2001 nach Kanada in die Metropole Montréal immigrierte. Er besuchte von 2006 bis 2008 die École Secondaire Du Chêne-Bleu in Pincourt, Québec.

## Karriere

### Verein
Sylla startete seine Karriere im Alter von fünf Jahren in der Jugend des AS Mouté in einem Vorort von Conakry. Dort spielte er bis zu seinem achten Lebensjahr. 2001 wanderte seine Mutter mit ihm und seinem zwei Jahre älteren Bruder, nach Kanada aus, wo er seine Karriere bei den Lakers de Lac St-Louis in Pierrefonds fortsetzte. In Montréal entwickelte er sich bereits im Kindesalter zu einem Talent und spielte mit neun Jahren, in der U-13-Mannschaft der Pierrefonds Cobras. Nach seiner ersten Saison wurde er fester Bestandteil des Lac St. Louis Regional Team und gewann in seiner Altersklasse die Quebec Games 2002. Daneben verhalf er dem Québec Auswahlteam zum Gewinn der Gold-Medaille im Rahmen des Canadian Championship. Im Sommer 2004 nahm Sylla mit dem Team Canada als Mannschaftskapitän am Danone Cup in Frankreich teil und wurde mit der Mannschaft, als fairste Mannschaft mit dem Fair-Play Award von Superstar Zinédine Zidane ausgezeichnet. Beim Danone Cup in Paris fiel er den Scouts des damaligen Ligue 1 Vereines FC Metz auf und wechselte im Sommer 2009 zum FC Metz. Nachdem er bei Metz nicht über die Reserve Rolle in der zweiten Mannschaft hinaus gekommen war, wechselte er im Sommer 2011 zum CFA Verein US Forbach. Er erzielte in einem halben Jahr zwei Tore in elf Spielen für Forbach und verließ den Verein im Winter Richtung Finnland. In Finnland sammelte er erste Erfahrungen auf Profi-Ebene für den Kuopion PS und spielte sein Debüt am 20. Januar 2012 gegen den Jyväskylän Jalkapalloklubi. Nachdem er in zwei Spielen zum Einsatz für den KuPS gekommen war, wurde sein Vertrag am 20. Februar 2012 bereits wieder annulliert und er kehrte nach Kanada zurück. Am 29. Februar 2012 unterschrieb er dann einen Vertrag mit dem FC Saint-Léonard in der kanadischen Lique AAA, wo er eine Woche später sein Debüt im Stade Hébert in Laval, Québec gab. In Laval spielte er bis zum 7. April 2013, bevor er an diesem Tag mit dem Première Ligue de Soccer du Québec Verein AS Blainville unterschrieb. In Blainville wurde er schnell der Top-Scorer des Teams und spielte erstmals mit seinem zwei Jahre älteren Bruder Mohamed in einem Team. Er entwickelte sich in zwei Monaten zum Leistungsträger des Teams und empfahl sich dadurch im August 2013 für ein Probetraining in Polen.
Seit 2019 stand Sylla bei keinem bekannten Profiverein mehr unter Vertrag.

### Nationalmannschaft
2004 wurde Sylla erstmals in das Centre Nationale de Haute Performance berufen, welches ein Trainingscenter für die kanadischen Juniorenmannschaften ist. Am 25. November 2006 gab er dann sein Debüt für die kanadische U-15-Nationalmannschaft in einem Freundschaftsspiel in einem Trainingscamp in den USA. Es folgten anschließend vier Länderspiele für die kanadische U-17 und ein Länderspiel für die kanadische U-20-Auswahl.

## Sonstiges
Er spielte im Sommer 2009 für die Provinz Québec die 2009 Canada Games auf der Prince Edward Island.